# Liste der Bischöfe in Namibia
Die Liste der Bischöfe in Namibia umfasst die Bischöfe (und gleichgestellte Personen) des Christentums in Namibia,  einschließlich der Vorgängergebiete Südwestafrika bzw. Deutsch-Südwestafrika.

## Evangelische Kirchen

### ELKIN-DELK
Quelle:
| Name                      | Nationalität | Amtszeit  | Anmerkung    |
| ------------------------- | ------------ | --------- | ------------ |
| Winfried Ebers            | DEU          | 1927–1932 | Landespropst |
| Andreas Wackwitz          | DEU          | 1933–1939 | Landespropst |
| Karl Friedrich Hoeflich   | DEU          | 1939–1966 | Landespropst |
| Otto Milk                 | DEU          | 1968–1973 | Landespropst |
| Kurt Kirschnereit         | DEU          | 1974–1977 | Landespropst |
| Paul Gerhard Kauffenstein | DEU          | 1977–1983 | Landespropst |
| Wilfried Blank            | DEU          | 1983–1988 | Landespropst |
| Karl Sundermeier          | DEU          | 1990–1993 | Landespropst |
| Reinhard Keding           | DEU          | 1993–2005 |              |
| Erich Hertel              | DEU          | 2006–2014 |              |
| Burgert Brand             | NAM          | 2015–2025 |              |
| Frank Schütte             | NAM          | seit 2025 |              |

### ELCIN

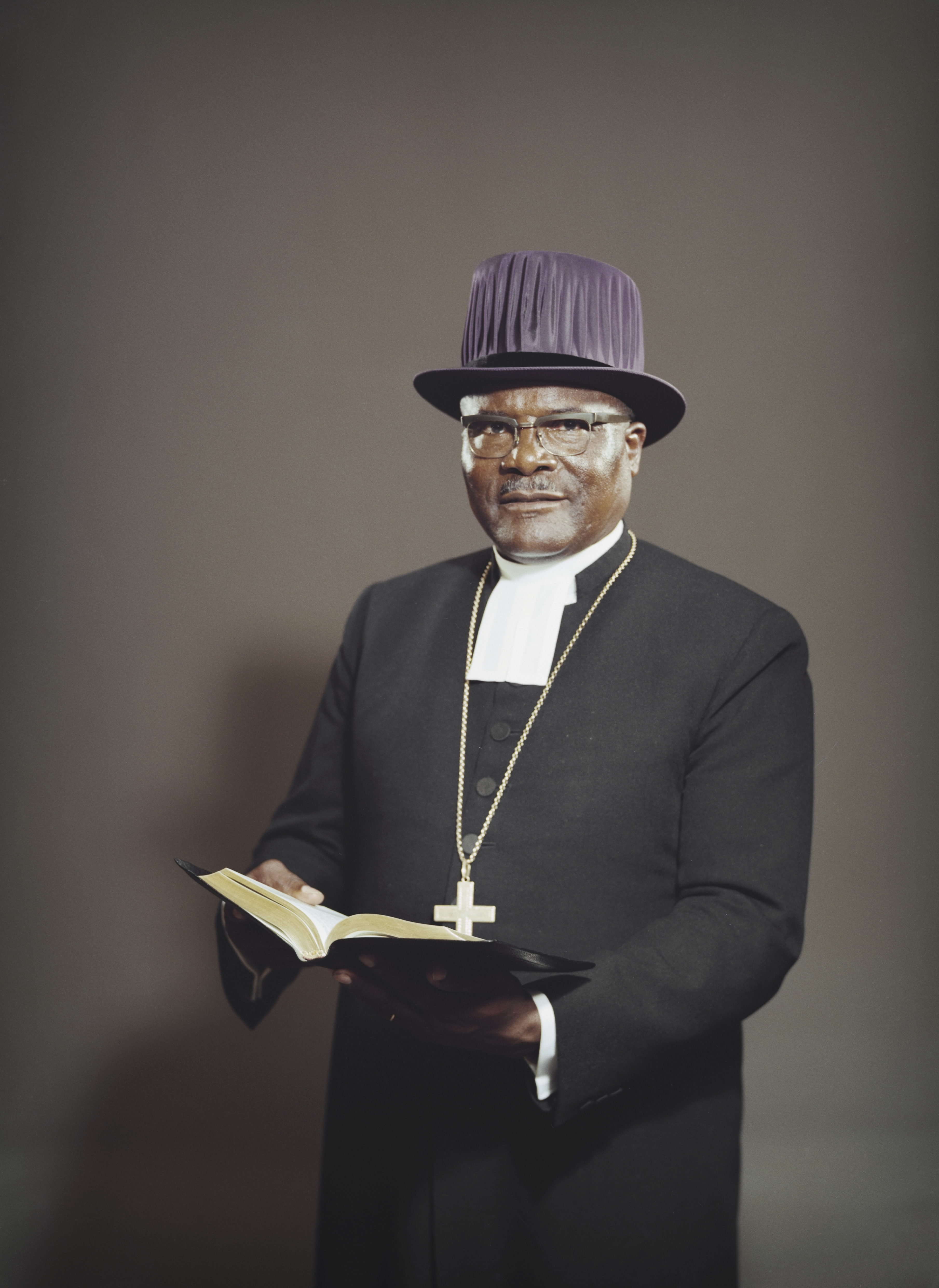
Leonard Auala (1967)

| Name                        | Nationalität | Amtszeit       | Anmerkung              |
| --------------------------- | ------------ | -------------- | ---------------------- |
| Botolf Björklund            | FIN          | 1870–1885      | Moderator              |
| Martti Rautanen             | FIN          | 1885–1920      | Moderator              |
| Viktor Alho                 | FIN          | 1920–1922      | Moderator              |
| Kalle Petaja                | FIN          | 1922–1923      | Moderator              |
| Walde Kivinen               | FIN          | 1935–1937      | Moderator              |
| Viktor Alho                 | FIN          | 1937–1952      | Moderator              |
| Birger Eriksson             | FIN          | 1954–1958      | Moderator              |
| Alpo Hukka                  | FIN          | 1958–1960      | Moderator              |
| Leonard Auala               | NAM          | 1960–1978      |                        |
| Kleopas Dumeni              | NAM          | 1978–1996      |                        |
| Kleopas Dumeni (Westen)     | NAM          | 1996–2000      | Präsidierender Bischof |
| Apollos Kaulinge (Westen)   | NAM          | 2000–2004      | Präsidierender Bischof |
| Tomas Shivute (Westen)      | NAM          | 2004–2011      | Präsidierender Bischof |
| Johannes Sindano (Osten)    | NAM          | um 2006        |                        |
| Shekutaamba Nambala (Osten) | NAM          | 2011–2021      | Präsidierender Bischof |
| Josephat Shanghala (Westen) | NAM          | 2011–2014      |                        |
| Veikko Munyika (Westen)     | NAM          | 2014–2021      |                        |
| Martin Ngodji (Osten)       | NAM          | 2021 (1 Monat) | Präsidierender Bischof |
| Gideon Niitenge (Westen)    | NAM          | seit 2021      | Präsidierender Bischof |
| Gideon Niitenge             | NAM          | seit 2024      | Bischof                |
| Hilja Nghaangulwa (Osten)   | NAM          | seit 2024      | Bischöfin              |

### ELCRN

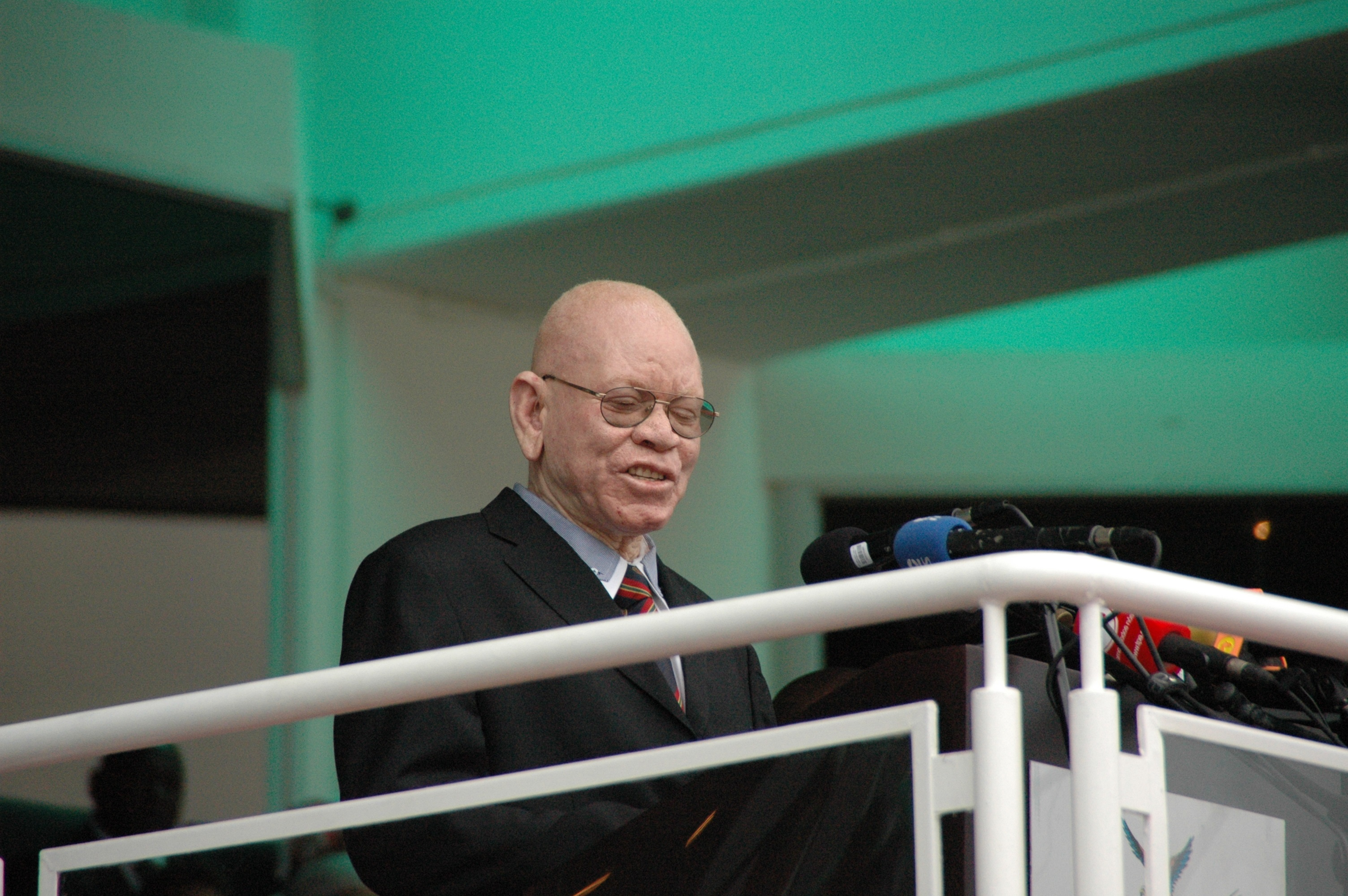
Zephania Kameeta (2015)

| Name                     | Nationalität | Amtszeit  | Anmerkung                                                        |
| ------------------------ | ------------ | --------- | ---------------------------------------------------------------- |
| Hans Karl Diehl          | DEU          | 1957–1972 | Präses                                                           |
| Johannes Lukas de Vries  | NAM          | 1972–1979 | Präses                                                           |
| Hendrik Frederik         | NAM          | 1979–1981 | Präses                                                           |
| Hendrik Frederik         | NAM          | 1985–1991 |                                                                  |
| Petrus Diergaardt        | NAM          | 1995–2001 |                                                                  |
| Zephania Kameeta         | NAM          | 2001–2013 | anschließend Minister für Armutsbekämpfung und soziale Wohlfahrt |
| Ernst ǁGamxamûbKlicklaut | NAM          | 2013–2019 |                                                                  |
| Sageus ǀKeib             | NAM          | seit 2019 |                                                                  |

## Römisch-katholische Kirche in Namibia

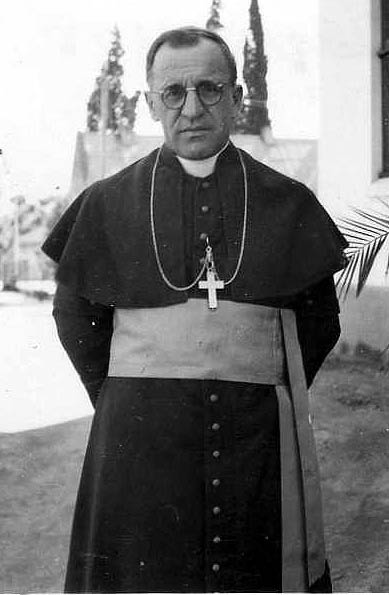
John Francis „Jakob“ Eich (1938)

| Name                                | Nationalität | Lebensjahre   | Amtszeit  | Diözese      | Anmerkung                              |
| ----------------------------------- | ------------ | ------------- | --------- | ------------ | -------------------------------------- |
| Augustinus Nachtwey                 | DEU          | 1869–1950     | 1902–1908 | Windhoek     | Apostolischer Präfekt                  |
| Joseph Schemmer                     | DEU          | 1874–1912     | 1908–1909 | Windhoek     | Apostolischer Präfekt                  |
| Eugenio Klaeyle (Eugène Klaeylé)    | FRA          | 1879–1941     | 1909–1929 | Windhoek     | Apostolischer Präfekt                  |
| Stanislaus von Krolikowski          | UKR          | 1866–1923     | 1910–1923 |              | Apostolischer Präfekt                  |
| Mattias Eder                        | AUT          | 1892–1956     | 1923–1930 |              | Apostolischer Präfekt                  |
| Joseph Gotthardt                    | DEU          | 1880–1963     | 1926–1961 | Windhoek     | Apostolischer Vikar Titular-Erzbischof |
| Joseph Klemann                      | DEU          | 1871–1960     | 1931–1942 |              | Apostolischer Vikar                    |
| John Francis Eich                   | DEU          | 1888–1947     | 1942–1947 |              | Apostolischer Vikar                    |
| Francis Xavier Esser                | DEU          | 1908–1966     | 1949–1955 |              | Apostolischer Vikar                    |
| Edward Francis Joseph Schlotterback | USA          | 1912–1994     | 1956–1989 |              | Apostolischer Vikar                    |
| Rudolf Maria Koppmann               | DEU          | 1913–2007     | 1957–1980 | Windhoek     | Apostolischer Vikar                    |
| Bonifatius Haushiku                 | NAM          | 1932–2002     | 1978–1994 | Windhoek     | Weihbischof                            |
| Anthony Chiminello                  | ITA          | 1938–2002     | 1994–2002 |              |                                        |
| Bonifatius Haushiku                 | NAM          | ca. 1935–2002 | 1994–2002 |              | Erzbischof                             |
| Joseph Shipandeni Shikongo          | NAM          | * 1948        | 1994–2020 | Rundu        | Apostolischer Vikar                    |
| Liborius Ndumbukuti Nashenda        | NAM          | * 1959        | 1998–2004 | Windhoek     | Weihbischof                            |
| Liborius Ndumbukuti Nashenda        | NAM          | * 1959        | seit 2004 |              | Erzbischof                             |
| Philipp Pöllitzer                   | AUT          | * 1940        | 2007–2017 | Keetmanshoop |                                        |
| Willem Christiaans                  | NAM          | * 1961        | seit 2018 | Keetmanshoop |                                        |
| Sedisvakanz                         | Sedisvakanz  | Sedisvakanz   | seit 2020 | Rundu        | Apostolischer Vikar                    |